# New South Wales Waratahs
I New South Wales Waratahs, o più semplicemente Waratahs, sono una squadra australiana di rugby a 15, che rappresenta il Nuovo Galles del Sud nel Super Rugby SANZAR.
L'emblema della squadra è il Waratah, il fiore del Nuovo Galles e gioca le partite casalinghe al Sydney Football Stadium.
Nel 2014 hanno conquisto il titolo di campioni del Super Rugby battendo in finale i neozelandesi del Crusaders.

## Cronologia
| Cronistoria dei New South Wales Waratahs |
| --- |
| - 1996 · Costituzione della franchigia dei New South Wales Waratahs sotto l'egida della NSWRU - 1996 · 7º Super 12 - 1997 · 9º Super 12 - 1998 · 6º Super 12 - 1999 · 8º Super 12 - 2000 · 9º Super 12 - 2001 · 8º Super 12 - 2002 · 2º Super 12 (sconfitta in semifinale) - 2003 · 5º Super 12 - 2004 · 8º Super 12 - 2005 · 2º Super 12 (sconfitta in finale per il titolo) - 2006 · 3º Super 14 (sconfitta in semifinale) - 2007 · 13º Super 14 - 2008 · 2º Super 14 (sconfitta in finale per il titolo) - 2009 · 5º Super 14 - 2010 · 3º Super 14 (sconfitta in semifinale) - 2011 · 2º Conference Australia Super Rugby (sconfitta nei preliminari) - 2012 · 3º Conference Australia Super Rugby - 2013 · 3º Conference Australia Super Rugby - 2014 · 1º Conference Australia Super Rugby Campione del Super Rugby (1º titolo) - 2015 · 1º Conference Australia Super Rugby (sconfitta in semifinale) - 2016 · 2º Conference Australia Super Rugby - 2017 · 4º Conference Australia Super Rugby - 2018 · 1º Conference Australia Super Rugby (sconfitta in semifinale) - 2019 · 3º Conference Australia Super Rugby - 2020 · Conference Australia Super Rugby |

## Allenatori
- 1996  Chris Hawkins
- 1997-1999  Matthew Williams
- 2000  Ian Kennedy
- 2001-2003  Bob Dwyer
- 2004-2008  Ewen McKenzie
- 2009-2011  Chris Hickey
- 2012  Michael Foley
- 2013–2015  Michael Cheika
- 2016–2019  Daryl Gibson
- 2020-  Rob Penney

## Palmarès
- Super Rugby: 1
2014

## Giocatori celebri
- Matt Burke
- Tony Daly
- David Campese
- Brendan Cannon
- Ken Catchpole
- Nick Farr-Jones
- Phil Kearns
- Simon Poidevin
- Ray Price
- Mat Rogers
- Wendell Sailor
- Morgan Turinui
- Pat Walsh
- Chris Whitaker